# 結構人類學
結構人類學（structural anthropology）是文化人類學的其中一個學派，概念來自克勞德·李維-史陀的構思。他認為人類會把世界上的東西以二元方式表述，譬如高低、內外、人和動物、生死。這些概念在不同的文化領域都能夠被了解。